# Bandeira da província de Salta
A  Bandeira de Salta é um dos símbolos oficiais da Província de Salta, uma subdivisão da Argentina.  Foi oficialmente adotada em 5 de junho de 1997 através da lei N° 6946 do governo provincial.

## História
Foi oficialmente adotada em 5 de junho de 1997 através da lei N° 6946 do governo provincial após concurso para escolha do desenho realizado pelo ministério da Educação sob a resolução N° 1820. segundo o júri, mais de 4.000 prop0stas foram apresentadas. O concurso foi vencido pelos alunos da 7° ano A da da Escuela Nicolás Avellaneda. Após concurso para escolha do desenho realizado pelo ministério da Educação sob a resolução N° 1820. o qual foi vencido Mediante a lei Nº 6.946 se creó en 1996  la Bandera de Salta, luego del concurso al que se convocó para su diseño y que ganaron los alumnos de 7º "A"  de la escuela Nicolás Avellaneda.
Este concurso foi realizado em comemoração da criação da província em 1814, quando Gervasio Posadas, Diretor Supremo das Províncias Unidas do Rio da Prata, decretou a criação da mesma. O dia 8 de outubro é reconhecido como o Dia da bandeira de Salta como reconhecimento deste ato.

## Descrição
Seu desenho consiste em um retângulo de proporção largura-comprimento de 100:141 dividido em cinco faixas horizontais de diferentes larguras. A superior, a intermediária e a inferior são púrpura (vinho), a segunda e a quarta são pretas. As proporções segundo constam nos anexos da lei de criação aparecem desenhadas como 10,5:10,5:62:10,5:10,5 (enquanto por escrito está 10:10:100:10:10).
No centro da faixa central há um escudo elipsoidal azul celeste delimitado por uma linha na cor ouro. O escudo ocupa 0,43 da largura total da bandeira. No centro do escudo há uma estrela banca de seis pontas, similar à estrela de Davi, de origem controversa. No centro da estrela há um Sol de Maio. Em volta da elipse há 23 estrelas de seis pontas na cor ouro disposta de forma que uma de suas pontas apontem para o centro da bandeira. No centro de cada estrela há um disco púrpura.

## Simbolismo
Os elementos presentes na bandeira representam:
- O conjunto das cores predominantes são similares ao tradicional poncho saltenho, que é bastante semelhante ao dos Infernales que acuadillara Martín Miguel de Güemes;[1]
- A estrela maior de seis pontas simbolizam o heroísmo na defesa da cidade de Salta pelo então Coronel Güemes, ascendido por essa ação a General, e os Comandantes Luis Burela e Pedro Zabala, os Sargentos Apolinario Saravia e Juan Antonio Rojas e o Capitão Mariano Morales.[5] Além disso, o Sol de Maio contido na estrela é um tradicional símbolo argentino.[6]
- As 23 estrelas disposta em elipse representam os 23 departamentos que compoem a província. O formato das mesmas fazem referência às esporas tradicionalmente usadas pelos gaúchos conhecidas como "nazarenas".[1]